# Лектини С-типу
Лектини типу С (CLEC) — це тип вуглеводного-зв'язуючого білкового домену лектину. Цей вуглеводного-зв'язуючий домен бере участь у процесі зв'язування кальцію, що і його класифікацію літерою C (calcium). Білки, що містять домен лектину С-типу характеризуються широким спектром функцій: міжклітинна адгезія, імунна відповідь на патогени, регуляція апоптозу.
Лектини С-типу поділяються на 17 підгруп (I до XVII) згідно порядку різних білкових доменів в кожному білку.
| Група | Назва                              | Домени                               |
| ----- | ---------------------------------- | ------------------------------------ |
| I     | Лектикани                          | EGF, Sushi, Ig                       |
| II    | Азіалоглікопротеїн та рецептори DC | -                                    |
| III   | Коллектини                         | -                                    |
| IV    | Селектини                          | Sushi та EGF                         |
| V     | Природні кілери (рецептори)        | -                                    |
| VI    | Ендоцитичні рецептори              | FnII та Ricin                        |
| VII   | Група Reg                          | -                                    |
| VIII  | Хондролектин, Лаїлін               | -                                    |
| IX    | Тетранектин                        | -                                    |
| X     | Поліцистин                         | WSC, REJ, PKD                        |
| XI    | Аттрактин                          | PSI, Епідермальний фактор росту, CUB |
| XII   | Протеоглікан 2 (PRG2)              | -                                    |
| XIII  | DGCR2                              | -                                    |
| XIV   | Тромбомодулін, CD93, CD248         | Епідермальний фактор росту           |
| XV    | CD302 (Bimlec)                     |                                      |
| XVI   | SEEC                               | SCP, Епідермальний фактор росту      |
| XVII  | CBCP/FREM1/QBRICK                  | повтори CSPG, Calx-beta мотив        |